# Darren Wolpert
Darren Wolpert (ur.  1975 – Johannesburg) – urodzony w Republice Południowej Afryki kanadyjski brydżysta, World International Master (WBF).

## Wyniki brydżowe

### Olimpiady
Na olimpiadach uzyskał następujące rezultaty:
| Olimpiady brydżowe. Zawody teamów | Olimpiady brydżowe. Zawody teamów | Olimpiady brydżowe. Zawody teamów | Olimpiady brydżowe. Zawody teamów | Olimpiady brydżowe. Zawody teamów | Olimpiady brydżowe. Zawody teamów |
| Rok                               | Miejsce                           | Zawody                            | Kategoria                         | Drużyna                           | Pozycja                           |
| --------------------------------- | --------------------------------- | --------------------------------- | --------------------------------- | --------------------------------- | --------------------------------- |
| 2012                              | Lille                             | 2. Olimpiada Sportów Umysłowych   | Open                              | Canada                            | 9                                 |

### Zawody światowe
W światowych zawodach zdobył następujące lokaty:
| Mistrzostwa Świata. Konkurencja teamów | Mistrzostwa Świata. Konkurencja teamów | Mistrzostwa Świata. Konkurencja teamów          | Mistrzostwa Świata. Konkurencja teamów | Mistrzostwa Świata. Konkurencja teamów | Mistrzostwa Świata. Konkurencja teamów |
| Rok                                    | Miejsce                                | Zawody                                          | Kategoria                              | Drużyna                                | Pozycja                                |
| -------------------------------------- | -------------------------------------- | ----------------------------------------------- | -------------------------------------- | -------------------------------------- | -------------------------------------- |
| 2013                                   | Nusa Dua                               | 41. Mistrzostwa Świata Teamów                   | Trans                                  | Canada Open                            | 42                                     |
| 2013                                   | Nusa Dua                               | 41. Mistrzostwa Świata Teamów                   | Open                                   | Canada                                 | 5                                      |
| 2012                                   | Lille                                  | 5. Otwarte Mistrzostwa Świata Teamów Mikstowych | Miksty                                 | Canada                                 | 2                                      |
| 2010                                   | Filadelfia                             | 13. Seria Mistrzostw Świata                     | Open                                   | Kaneru                                 | 17                                     |
| 2003                                   | Monte Carlo                            | 36. Mistrzostwa Świata Teamów                   | Trans                                  | Fergani                                | 51                                     |
| 2003                                   | Monte Carlo                            | 36. Mistrzostwa Świata Teamów                   | Open                                   | Canada                                 | 9                                      |
| 2002                                   | Montreal                               | 11. Mistrzostwa Świata                          | Open                                   | Fergani                                | 17                                     |
| 1999                                   | Fort Lauderdale                        | 7. Młodzieżowe Mistrzostwa Świata Teamów        | Juniorzy                               | Canada 1                               | 12                                     |
| 1998                                   | Lille                                  | 10. Mistrzostwa Świata                          | Open                                   | Roche                                  | 97                                     |
| 1997                                   | Hamilton                               | 6. Młodzieżowe Mistrzostwa Świata Teamów        | Juniorzy                               | Canada Red                             | 4                                      |

| Mistrzostwa Świata. Konkurencja par | Mistrzostwa Świata. Konkurencja par | Mistrzostwa Świata. Konkurencja par | Mistrzostwa Świata. Konkurencja par | Mistrzostwa Świata. Konkurencja par | Mistrzostwa Świata. Konkurencja par |
| Rok                                 | Miejsce                             | Zawody                              | Kategoria                           | Partner                             | Pozycja                             |
| ----------------------------------- | ----------------------------------- | ----------------------------------- | ----------------------------------- | ----------------------------------- | ----------------------------------- |
| 2010                                | Filadelfia                          | 13. Mistrzostwa Świata              | Open                                | Daniel Korbel                       | 109                                 |
| 2010                                | Filadelfia                          | 13. Mistrzostwa Świata              | Miksty                              | Hazel Wolpert                       | 35                                  |
| 2002                                | Montreal                            | 11. Mistrzostwa Świata              | Open                                | Jurek Czyzowicz                     | 222                                 |
| 1998                                | Lille                               | 10. Mistrzostwa Świata              | Miksty                              | Hazel Wolpert                       | 121                                 |
| 1998                                | Lille                               | 10. Mistrzostwa Świata              | Open                                | Jurek Czyzowicz                     | 27                                  |
| 1995                                | Ghent                               | 1. Mistrzostwa Świata Par Juniorów  | Juniorzy                            | Frederic Pollack                    | 14                                  |

### Zawody europejskie
W europejskich zawodach zdobył następujące lokaty:
| Zawody europejskie. Konkurencja par | Zawody europejskie. Konkurencja par | Zawody europejskie. Konkurencja par | Zawody europejskie. Konkurencja par | Zawody europejskie. Konkurencja par | Zawody europejskie. Konkurencja par |
| Rok                                 | Miejsce                             | Zawody                              | Kategoria                           | Partner                             | Pozycja                             |
| ----------------------------------- | ----------------------------------- | ----------------------------------- | ----------------------------------- | ----------------------------------- | ----------------------------------- |
| 2005                                | Teneryfa                            | 2. Otwarte Mistrzostwa Europy       | Open                                | Jurek Czyzowicz                     | 162                                 |

## Klasyfikacja
- Darren Wolpert – klasyfikacja WBF (ang.)